# マチダーS
マチダーS（マチダーズ）は日本のアイドルユニット。メンバーは全員音楽座ミュージカルに所属する俳優で構成される。所属事務所は株式会社ヒューマンデザイン。所属レーベルはONG(オング)。

## 概要
東京都町田市に拠点を置く劇団・音楽座ミュージカルに所属する俳優のうち、町田市出身の尾関そら、後藤さつき、酒井紫音の三名によるアイドル活動時のユニット。
当初は同劇団の2018年公演「ホーム」町田市民ホール公演のチケット販促企画の一環として結成されたが、2020年2月に開催されたワンマンライブ「MACHIGINE～勝ち取れ！メインキャスト～」を契機にアイドルとして本格活動を開始した。
ファンはズ民（ズミン）と呼ばれる。マチダーS民（マチダーズミン）の意。キャッチコピーは「町田に愛され、町田を愛し、やっぱり町田に愛された三人組」、「マチダに生まれてよかった」。定番コールは「アナタもワタシもマチダーS」。
活動本格化と同じくしてコロナ禍に見舞われたこともあり、配信アプリ17LIVEを中心に、ニコニコ動画やYouTube、Instagramなど、各種媒体で精力的に配信活動を行っている。

## メンバー
マチダーSの活動時はミュージカル俳優としての活動と分けるため、メンバーはファーストネームのカタカナ表記が活動名義となる。但し17LIVEでの配信開始時はひらがな表記で活動していたため、一部に表記の混在がみられる。また、各メンバーのサインもミュージカル俳優としての活動時とマチダーSとしての活動時とではデザインが異なる。

### ソラ
（尾関そら - おぜき　そら、11月1日（年齢非公開） - 、東京都町田市出身）
マチダーSのリーダー。メンバーカラーはイエロー（初期はオレンジ）。制服はブレザー。身長152cm、血液型O型。町田高校卒業後、舞台芸術学院を卒業。音楽座ミュージカルには2015年4月入団。
童顔のためファンからは時折「ばぶちゃん（赤ちゃんの意）」と呼ばれ親しまれているが、幼い容姿に反してかなりの酒豪であり、自宅には焼酎を常時ストックしている。イラストが得意であるため、マチダーSのグッズのアートワークの殆どを担当している。
アイドル活動を本格化するにあたってメンバーで唯一反発した過去があり、しばしばネタにされている。また、両親に元俳優の尾関英雄と酒井いずみを持つこともあり、家族にまつわるエピソードも比較的多い。妹が一人と弟が一人いる。
かなりの早口で話好きなため、17LIVEでは歌唱パフォーマンスと共にトークを中心に配信している。ピアノは楽譜を読むことは不得手としているが、反面耳コピによる即興アレンジ演奏を得意としているため、リスナーのリクエストに応えたメドレーを即座に作成し披露するなどしている。
公式プロフィールでは年齢非公開としているが、2020年誕生日に限定販売されたグッズには年齢が記載されている。
2021年10月2日より、長年患っていた声帯結節の治療のため一時的に活動休止。
2022年　音楽座ミュージカルを退団。
好きなものは酒、犬。特技は即興ピアノ、イラスト、バトントワリング、トーク。

### サツキ
（後藤さつき - ごとう　さつき、4月24日（年齢非公開） - 、東京都町田市出身）
マチダーSのサブリーダー。メンバーカラーはピンク。制服はセーラー服（夏服）。身長149cm、血液型A型。町田高校卒業後、昭和音楽大学音楽芸術運営学科ミュージカルコースを卒業。音楽座ミュージカルには2016年4月入団。
独特な感性によるイラストを描くため、ファンからは「画伯」と呼ばれ親しまれており、時折マチダーSのグッズのアートワークを担当している。但し虫の絵は得意としている。また149cmという小柄さと本名の苗字をかけ、「後藤神（ごとうしん）」というあだ名もあるが、こちらは彼女特有の世界観が見えた時に呼ばれることが多い。
メンバー内では17LIVEなどの配信を最も精力的に行っており、長時間配信に挑戦するほか、トーク以外に筋トレやクイズ（例：絵しりとり、ジェスチャーゲーム）など、配信ジャンルの幅も広い。
公式プロフィールでは年齢非公開としているが、年齢を推察できる発言をすることがままある。幼少期よりバレエを習っており、ライブにて金平糖の精のヴァリエーション（「くるみ割り人形」より）や四羽の白鳥たちの踊り(「白鳥の湖」より)を一部披露したことがある。弟が一人いる。
好きなものは自然、登山、虫。特技はピアノ（絶対音感）、バレエ。

### シオン
（酒井紫音 - さかい　しおん、3月1日（年齢非公開） - 、東京都町田市出身）
マチダーSのメンバー。メンバーカラーはパープル。制服はセーラー服（冬服）。身長160cm、血液型A型。南大谷中学校卒業後、尚美ミュージックカレッジ専門学校ミュージカル学科を卒業。音楽座ミュージカルには2017年4月入団。
メンバーで唯一日本人女性の平均身長を上回っているが、他のメンバーが低身長であるため、同じく低身長として扱われることが多い。温厚な印象に加えてメンバー内でも敬語で話すことが多いため、ライブ等の演出で理不尽な目に遭うと語調を荒げてキレるというネタがある。また、センター曲であるアタシパピヨンではキャラが豹変する。
運動が得意でトランポリンでの受賞歴等もあるが、道を歩いている時に骨折したことがある。飼っている猫の名前はそれぞれハル、ナツ、アキ、フユで、四匹は姉弟である。自身には姉が二人いる。
工作が得意で、マチダーSのみならず、音楽座ミュージカルで使用する小道具の制作にも携わっている。17LIVEではその腕前を披露するほか、食レポや、不得手とする漢字を克服する目的で勉強風景を配信したりと、比較的ニッチなジャンルが多い。
好きなものは猫、海、食、運動、『タイタニック』(映画)。特技は小道具作り、鉄棒。

## 来歴

### 2018年 -
- 音楽座ミュージカルのファンクラブ「音楽座メイト」会員限定イベントの企画、運営を中心に活動

### 2020年
- 2月2日：ワンマンライブ「MACHIGINE〜勝ち取れ！メインキャスト〜」（町田PlayHouse）開催
- 2月8日：「まちだイイモノ○ごと祭 in 日本一しょうゆ」（株式会社 岡直三郎商店）ゲストアクト
- 3月28日：配信アプリ17LIVEで配信開始（2021年10月現在も不定期配信中）
- 12月13日：デビューシングル「やさしいマチダ・東京」リリース。同日リリース記念インストアライブ（TSUTAYA町田木曽店）開催
- 12月27日：パフォーマンスライブ（薬師池西園　芝生広場）開催

### 2021年
- 1月4日：パフォーマンスライブ（薬師池西園　芝生広場）開催
- 3月25日：「OTOYOKO 無銭ライブ2021」（上野音横丁）参加
- 3月27日：「上野パンダFes Vol.4」（上野音横丁）参加
- 3月30日：「青山パンダフェスティバル」（青山RizM）参加
- 4月10日：インストアライブ（タワーレコードららぽーと立川立飛店）開催
- 4月18日：インストアライブ（タワーレコード八王子店）開催
- 4月20日：インストアライブ（タワーレコード渋谷店）開催
- 4月22日：インストアライブ（TOWERminiダイバーシティ東京プラザ店）開催
- 10月2日：Youtube生配信「リモリモマチダーS」において、療養によりソラの活動休止を発表

### 2022年
- 3月27日：2ndシングル「はじまりの世界（完）」をリリース。
- 9月8日：SNSで解散を発表。9月10日にYouTubeの生配信を以て活動を終了した。

### ディスコグラフィー
|     | タイトル             | 発売日        | レーベル | 規格品番 | 収録曲 | 備考                                                                    |
| --- | -------------------- | ------------- | -------- | -------- | --- | ----------------------------------------------------------------------- |
| 1st | やさしいマチダ・東京 | 2021年3月17日 | ONG      |          | - Disc 1 CD （昼マチ（通常盤）、夜マチ（初回限定盤）共通） 1. やさしいマチダ・東京 2. アタシパピヨン 3. ドキムネ★ブギ 4. アタシパピヨン -I.KE.VO Edit feat. take-chan （益山武明） 5. やさしいマチダ・東京 (Inst.) 6. やさしいマチダ・東京 （a cappella） 7. アタシパピヨン （Inst.） 8. アタシパピヨン （a cappella） 9. ドキムネ★ブギ （Inst.） 10. ドキムネ★ブギ （a cappella） - Disc 2 DVD （夜マチ（初回限定盤）のみ） - マチダーSオフショット - 益山武明ラップ指導（アタシパピヨン） 他 作詞：shorty（#1,3,以下同曲）、オメガΩたま次郎（渡辺修也、#2以下同曲） 作曲：shorty（#1,3,以下同曲）、妖精（大須賀勇登、#2以下同曲） 編曲：杉田昌也（全曲） ゲストアーティスト：益山武明（#4） | ※先行発売日：2020年12月13日（TSUTAYA町田木曽店・TSUTAYA西友町田店のみ） |
| 2nd | はじまりの世界（完） | 2022年3月27日 | ONG      | R-125-8  | 1. はじまりの世界（完） 2. 放課後はマチダ日和 3. はじまりの世界（完）Inst. 4. 放課後はマチダ日和Inst. 5. はじまりの世界（完）a cappella 6. 放課後はマチダ日和 a cappella |                                                                         |

## エピソード
- ユニット名は「町田市出身の三人組」＋「メンバーのイニシャルが全員S」に由来する。別案として「すねかじり娘」もあったが、これは町田市出身且つ町田市に拠点を置く音楽座ミュージカルに入団したことによって、結成当初はメンバー全員が実家暮らしだったことに由来する。
- ユニフォームは学生服をアレンジしたもので、「町田市を故郷に持つ想い」から着想し、「永遠に褪せない青春の友人」をテーマとしている。但し結成当初に制服を着用していた理由は「町田市出身アピール」の側面も強かったこともあり、ソラは出身中学の制服、サツキはソラが高校時代に着用していた制服風の私服、シオンは姉の出身高校の指定ジャージを使用していた。
- 年齢非公開ながらメンバー最年長はサツキ。音楽座ミュージカルではソラの後輩にあたるが、町田高校ではソラの先輩であったため、入団当初はソラ曰く「どう接すれば良いのかわからなかった」。
- サツキとソラは音楽座ミュージカルに所属する俳優の中で最も低身長であるため、マチダーS結成前からコンビとして扱われることが多かった。
- 「MACHIGINE〜勝ち取れ！メインキャスト〜」は音楽座ミュージカルの2019年公演「7dolls」において、同劇団のファンクラブ「音楽座メイト」会員によるチケット販売数が目標を達成することを条件に開催された。企画の立ち上げも「町田市を拠点としている劇団であるにもかかわらず、メインキャスト(名前付きキャスト)に広島出身者が多く、彼女達のコンサートはあるのにマチダーSは行ったことがない」という対抗心に起因する。そのため、リーフレットデザインを含め「音楽座ミュージカルコンサートin広島Vol.2「IMAGINE」」のパロディが多々見受けられた。
- 上記「MACHIGINE」は資料映像の保存のため、撮影機材を入れていたが、ライブ開始直後に発生した不具合によって撮影が止まっており、公式ホームページで使用されている写真も唯一残されたオープニング映像からの抜粋である。
- 「やさしいマチダ・東京」リリースイベントからのライブは連作のストーリー仕立ての演出となっており、各回は通し番号で「第〇話」と表現されている。現在は全12話（2021年4月26日確認）。あらすじ及び次回予告のナレーション録音は新木啓介が担当している。
- 公式ホームページはマチダーSのマネージャー業を担当している音楽座ミュージカルの俳優（公式非公表）がHTMLを勉強しながら作成している。
- 17LIVE内で行われる特定のイベントの目標を達成すると獲得できるプライズ「17ベイビーぬいぐるみ」をマチダーS全体では4体所持しており、それぞれ音楽座ミュージカルに所属する俳優の名前をもじって命名[3]されている。